# Rückwärtige Dienste
Rückwärtige Dienste (Abkürzung: RD) sind die Gesamtheit der Truppen (Kräfte), Mittel, Einrichtungen und Spezialtruppen, die unter einheitlicher Führung die Streitkräfte mit allen für deren Handlungen und das Leben des Personalbestands erforderlichen Mitteln ununterbrochen, rechtzeitig und in vollem Umfang versorgen.
Zu den Rückwärtigen Diensten gehören aus militärwissenschaftlicher Sicht: die Kfz.-Transporttruppen (KfzT), der Treib- und Schmierstoffdienst (T/SD), der Verpflegungsdienst (VpfD), der Bekleidungs- und Ausrüstungsdienst (B/AD), der Bergungs- und Rettungsdienst, die Straßendienst- und Straßenbautruppen, die Truppen des Militärtransportwesens (MTW), der Chemische Dienst (ChD), das Pionierwesen (PiW) der Seestreitkräfte sowie meistens der Medizinische Dienst (MedD) /Sanitätsdienst.
In der Bundeswehr wird der Begriff Rückwärtige Dienste nicht verwendet. Vergleichbare Funktionen werden insbesondere von der Nachschubtruppe und der Sanitätstruppe erbracht.

## Herkunft der Rückwärtigen Dienste
Erste Elemente von rückwärtigen Diensten sind mit dem Aufkommen von Streitkräften verbunden. Mit der Schaffung regulärer Armeen, dem wachsenden Maßstab der Kampfhandlungen und den Veränderungen in den Kriegführungsmethoden wurden im 18./19. Jahrhundert auch Einheiten (Truppenteile) und Einrichtungen für eine zentralisierte rückwärtige Sicherstellung, getrennt nach Sicherstellungsart, in den Bestand der militärischen Großformationen strukturmäßig aufgenommen und den zentralen militärischen Führungsorganen unterstellt.
Bis ins 18. Jahrhundert wurden die rückwärtigen Dienste Tross genannt. Friedrich II. räumte der Versorgung seiner Armee in seinen Generalprinzipien des Krieges eine herausragende Stellung ein.
„… Wenn man eine Armee aufbauen will, muss man mit dem Magen anfangen; er ist die Grundlage. …“
Zu der damaligen Zeit wurde die Mehrzahl der Aufgaben, die heute die Rückwärtigen Dienste übernehmen, von der „kämpfenden Truppe“ erledigt. Lediglich die Versorgung der Armee mit Bier, Branntwein und anderen Genussmitteln blieb den Marketendern vorbehalten.
Durch die Weiterentwicklung der Armee und Flotte kam es zu einer Spezialisierung der Aufgaben. Dies drückte sich in der Schaffung neuer Einheiten, wie den Sanitätseinheiten aus. Diese gehörten nicht mehr zu der kämpfenden Truppe, sondern waren reine Versorgungseinheiten. Die weitere Entwicklung des Militärwesens im 20. Jahrhundert, insbesondere der Einsatz von Panzern, Flugzeugen, die Motorisierung und Mechanisierung machten Kräfte und Mittel weiterer Sicherstellungsarten erforderlich, darunter: die technische Sicherstellung, der Straßendienst, die flugplatztechnische Sicherstellung, die Versorgung mit Treib- und Schmierstoffen (T/S) und anderem Material.
Im Kaiserreich gab es bereits ein eigenes Ingenieurkorps, Sanitäter und Traineinheiten. Diese Spezialisierung wurde auch in der Wehrmacht weitergeführt.

## Rückwärtige Dienste in der NVA

### Aufgaben
In der Nationalen Volksarmee der DDR bestand die Aufgabe der Rückwärtigen Dienste in erster Linie in der Versorgung der Streitkräfte mit allen materiellen Mitteln, die für das Leben der Armeeangehörigen und für eventuelle Kampfhandlungen notwendig waren.
Zu den Truppen der Rückwärtigen Dienste gehörten:
- Kraftfahrzeug-Transporttruppen (Einheiten für den Transport materieller Mittel aller Art)
- Rohrleitungstruppen
- Vermessungseinheiten
- Truppen des Militärtransportwesens (Eisenbahnpioniertruppen, Straßendienst- und Straßenbautruppen, Straßenbrückenbau- und Eisenbahnbrückenbautruppen)
- Medizinische Einheiten (Sanitäter)

Einrichtungen der Rückwärtigen Dienste waren Lager, Werkstätten, Reparaturbetriebe, Lazarette, Erholungsheime und anderes mehr.
Zu den Rückwärtigen Diensten innerhalb der Truppenteile (Regiment, Bataillon usw.) gehörten der Verpflegungsdienst, der Bekleidungs- und Ausrüstungsdienst, der Treibstoff- und Schmierstoffdienst, die Transport- und Instandsetzungskompanie. Die Aufgabe der genannten Einheiten war die Organisation des Lebens in der Armee und der Einsatzfähigkeit der „Kampfeinheiten“.
Für den eventuellen Kriegsfall bestanden die Aufgaben der Rückwärtigen Dienste in
- dem Mitführen von Materialvorräten bei den Truppen
- der Versorgung der Truppe, Schiffen, Fliegerkräften mit Munition, Treib- und Schmierstoffen während der Kampfhandlungen
- der Bergung und dem Abtransport von Verwundeten vom Gefechtsfeld und deren medizinischen Versorgung
- der Wartung sowie Instandsetzung der Kampftechnik sowie der Rückführung von beschädigtem Material.

### Chef der Rückwärtigen Dienste
Die Chefs der Rückwärtigen Dienste waren Stellvertreter des Ministers für Nationale Verteidigung.
- Generalleutnant Walter Allenstein, 1953 bis 1959 und 1961 bis 1972[5]
- Generalleutnant Helmut Poppe, 15. September 1972 bis 26. Juli 1979
- Generalleutnant Joachim Goldbach, 16. Oktober 1979 bis 31. Januar 1986
- Generalleutnant Manfred Grätz, 1. Februar 1986 bis 31. Dezember 1989
- Vizeadmiral Hans Hofmann, 1. Januar 1990 bis 18. April 1990